# نئال فرانسیس لین
 نئال فرانسیس لین (انگلیسی: Neal Francis Lane؛ زاده ۲۲ اوت ۱۹۳۸) یک فیزیک‌دان است.